# Fußball-Weltmeisterschaft 2010/Statistik
Dieser Artikel gibt einen Überblick über die Rekorde und Statistiken zur Fußball-Weltmeisterschaft 2010.

## Torjäger
| Platz | Spieler         | Tore | Vorlagen | Spielzeit |
| ----- | --------------- | ---- | -------- | --------- |
| 1     | Thomas Müller   | 5    | 3        | 473       |
| 2     | David Villa     | 5    | 1        | 635       |
| 3     | Wesley Sneijder | 5    | 1        | 652       |
| 4     | Diego Forlán    | 5    | 1        | 654       |
| 5     | Gonzalo Higuaín | 4    | 0        | 341       |
| 6     | Róbert Vittek   | 4    | 0        | 353       |
| 7     | Miroslav Klose  | 4    | 0        | 357       |
| 8     | Luis Suárez     | 3    | 2        | 543       |
| 9     | Landon Donovan  | 3    | 0        | 390       |
| 10    | Luís Fabiano    | 3    | 0        | 418       |
| 11    | Asamoah Gyan    | 3    | 0        | 501       |
| 12    | Lukas Podolski  | 2    | 2        | 531       |
| 13    | Elano           | 2    | 1        | 140       |
| 14    | Tiago           | 2    | 1        | 298       |
| 15    | Robinho         | 2    | 1        | 354       |
| 16    | Arjen Robben    | 2    | 1        | 387       |
| 17    | Keisuke Honda   | 2    | 1        | 390       |

## Abschlusstabelle WM 2010
Die folgende Rangliste berücksichtigt die Kriterien der FIFA.
| Rang | Mannschaft         | Spiele | Siege | Unentschieden | Niederlagen | Tore | Tordifferenz | Punkte |
| ---- | ------------------ | ------ | ----- | ------------- | ----------- | ---- | ------------ | ------ |
| 1    | Spanien            | 7      | 6     | 0             | 1           | 8:2  | +6           | 18     |
| 2    | Niederlande        | 7      | 6     | 0             | 1           | 12:6 | +6           | 18     |
| 3    | Deutschland        | 7      | 5     | 0             | 2           | 16:5 | +11          | 15     |
| 4    | Uruguay            | 7      | 3     | 2             | 2           | 11:8 | +3           | 11     |
| 5    | Argentinien        | 5      | 4     | 0             | 1           | 10:6 | +4           | 12     |
| 6    | Brasilien          | 5      | 3     | 1             | 1           | 9:4  | +5           | 10     |
| 7    | Ghana              | 5      | 2     | 2             | 1           | 5:4  | +1           | 8      |
| 8    | Paraguay           | 5      | 1     | 3             | 1           | 3:2  | +1           | 6      |
| 9    | Japan              | 4      | 2     | 1             | 1           | 4:2  | +2           | 7      |
| 10   | Chile              | 4      | 2     | 0             | 2           | 3:5  | −2           | 6      |
| 11   | Portugal           | 4      | 1     | 2             | 1           | 7:1  | +6           | 5      |
| 12   | Vereinigte Staaten | 4      | 1     | 2             | 1           | 5:5  | 0            | 5      |
| 13   | England            | 4      | 1     | 2             | 1           | 3:5  | −2           | 5      |
| 14   | Mexiko             | 4      | 1     | 1             | 2           | 4:5  | −1           | 4      |
| 15   | Südkorea           | 4      | 1     | 1             | 2           | 6:8  | −2           | 4      |
| 16   | Slowakei           | 4      | 1     | 1             | 2           | 5:7  | −2           | 4      |
| 17   | Elfenbeinküste     | 3      | 1     | 1             | 1           | 4:3  | +1           | 4      |
| 18   | Slowenien          | 3      | 1     | 1             | 1           | 3:3  | 0            | 4      |
| 19   | Schweiz            | 3      | 1     | 1             | 1           | 1:1  | 0            | 4      |
| 20   | Südafrika          | 3      | 1     | 1             | 1           | 3:5  | −2           | 4      |
| 21   | Australien         | 3      | 1     | 1             | 1           | 3:6  | −3           | 4      |
| 22   | Neuseeland         | 3      | 0     | 3             | 0           | 2:2  | 0            | 3      |
| 23   | Serbien            | 3      | 1     | 0             | 2           | 2:3  | −1           | 3      |
| 24   | Dänemark           | 3      | 1     | 0             | 2           | 3:6  | −3           | 3      |
| 25   | Griechenland       | 3      | 1     | 0             | 2           | 2:5  | −3           | 3      |
| 26   | Italien            | 3      | 0     | 2             | 1           | 4:5  | −1           | 2      |
| 27   | Nigeria            | 3      | 0     | 1             | 2           | 3:5  | −2           | 1      |
| 28   | Algerien           | 3      | 0     | 1             | 2           | 0:2  | −2           | 1      |
| 29   | Frankreich         | 3      | 0     | 1             | 2           | 1:4  | −3           | 1      |
| 30   | Honduras           | 3      | 0     | 1             | 2           | 0:3  | −3           | 1      |
| 31   | Kamerun            | 3      | 0     | 0             | 3           | 2:5  | −3           | 0      |
| 32   | Nordkorea          | 3      | 0     | 0             | 3           | 1:12 | −11          | 0      |

Anmerkungen:
- Entscheidend für die Reihenfolge nach FIFA-Kriterien ist zunächst die erreichte Runde (Sieger, Finalist, Dritter, Halbfinalist, Viertelfinalist, Achtelfinalist, Vorrundenteilnehmer). Ist die erreichte Runde gleich, entscheiden der Reihe nach die Zahl der Punkte, die Tordifferenz, die Zahl der geschossenen Tore und der direkte Vergleich.
- Entscheidungen nach Elfmeterschießen werden in dieser Statistik als Unentschieden gewertet. Die im Elfmeterschießen erzielten Treffer werden wie in allen Statistiken nicht als Tore gewertet.

## Spieler
- Der jüngste Spieler war mit 18 Jahren und 130 Tagen der Däne Christian Eriksen (* 14. Februar 1992), er kam einmal zum Einsatz.
- Der älteste war mit 39 Jahren der Torwart David James (* 1. August 1970) aus England.
- Der größte Spieler war mit 2,02 m Nikola Žigić (Serbien), der kleinste Aaron Lennon (England) mit 1,65 m.
- Beim letzten Spieltag der Gruppe D kam es zum ersten Duell zweier Brüder bei einer Weltmeisterschaft. Kevin-Prince Boateng (Ghana) traf auf seinen jüngeren Halbbruder Jérôme Boateng (Deutschland).
- Mit Wilson, Jerry und Johnny Palacios (alle Honduras) standen zum ersten Mal drei Brüder gemeinsam in einem WM-Aufgebot. Johnny, der jüngste der Brüder, kam jedoch nicht zum Einsatz.
- Mit seiner Einwechslung im letzten Gruppenspiel wurde Rigobert Song (Kamerun) als erster afrikanischer Spieler bei vier Weltmeisterschaften eingesetzt. Song spielte bereits bei den Weltmeisterschaften 1994, 1998 und 2002 für Kamerun; 2006 fehlte er, da Kamerun sich nicht qualifizierte. Ihre vierte WM (jeweils nach 1998, 2002 und 2006) spielten auch Fabio Cannavaro (Italien), Thierry Henry (Frankreich) und Denis Caniza (Paraguay). Zum vierten Mal in einem WM-Aufgebot, jedoch ohne bei jeder WM eingesetzt worden zu sein, standen ferner die Torhüter Gianluigi Buffon (Italien), Yoshikatsu Kawaguchi und Seigō Narazaki (beide Japan) sowie Lee Woon-jae (Südkorea).
- Insgesamt nahmen 14 Spieler teil, die bereits bei einer vorangegangenen Weltmeisterschaft den Titel gewonnen hatten (neun Italiener, vier Brasilianer und ein Franzose).
- Zwei Spieler bestritten bei der WM ihr 100. Länderspiel: Giovanni van Bronckhorst (Niederlande, im Gruppenspiel gegen Dänemark) und Miroslav Klose (Deutschland, im Viertelfinale gegen Argentinien). Insgesamt kamen 14 Spieler zum Einsatz, die mindestens 100 Länderspiele bestritten haben.
- Der Mexikaner Cuauhtémoc Blanco ist durch sein Foulelfmetertor im Vorrundenspiel gegen Frankreich mit 37 Jahren und 151 Tagen zum drittältesten Torschützen der WM-Geschichte aufgestiegen. Blanco (* 17. Januar 1973) war zugleich der älteste Feldspieler des Turniers.
- Nur drei Mannschaften setzten ausschließlich Spieler aus heimischen Ligen ein. Dagegen standen im Kader Nigerias nur Spieler, die in ausländischen Ligen spielen. In der folgenden Tabelle ist für die WM-Teilnehmer die Anzahl, der in ausländischen Ligen der verschiedenen Kontinentalverbände und der heimischen Liga spielenden Spieler zusammengefasst (Stand: Vor der WM).

|                    | Afrika | Asien | Europa | Mittel- und Nordamerika | Ozeanien | Südamerika | vereinslos | Heimat |
| ------------------ | ------ | ----- | ------ | ----------------------- | -------- | ---------- | ---------- | ------ |
| Deutschland        |        |       |        |                         |          |            |            | 23     |
| England            |        |       |        |                         |          |            |            | 23     |
| Italien            |        |       |        |                         |          |            |            | 23     |
| Nordkorea          |        | 2     | 1      |                         |          |            |            | 20     |
| Spanien            |        |       | 3      |                         |          |            |            | 20     |
| Japan              |        |       | 4      |                         |          |            |            | 19     |
| Südafrika          |        |       | 7      |                         |          |            |            | 16     |
| Honduras           |        | 1     | 6      | 1                       |          |            |            | 15     |
| Griechenland       |        |       | 9      |                         |          |            |            | 14     |
| Mexiko             |        |       | 9      |                         |          |            |            | 14     |
| Südkorea           |        | 4     | 6      |                         |          |            |            | 13     |
| Frankreich         |        |       | 12     |                         |          |            |            | 11     |
| Portugal           |        |       | 13     |                         |          |            |            | 10     |
| Neuseeland         |        | 3     | 7      | 2                       |          |            | 2          | 9      |
| Niederlande        |        |       | 14     |                         |          |            |            | 9      |
| Chile              |        | 1     | 11     | 1                       |          | 2          |            | 8      |
| Dänemark           |        |       | 16     |                         |          |            |            | 7      |
| Schweiz            |        |       | 16     |                         |          |            |            | 7      |
| Argentinien        |        |       | 17     |                         |          |            |            | 6      |
| Paraguay           |        |       | 9      | 4                       |          | 6          |            | 4      |
| Vereinigte Staaten |        |       | 17     | 2                       |          |            |            | 4      |
| Algerien           |        |       | 20     |                         |          |            |            | 3      |
| Brasilien          |        |       | 20     |                         |          |            |            | 3      |
| Ghana              | 2      | 1     | 17     |                         |          |            |            | 3      |
| Australien         |        | 3     | 17     |                         |          |            | 1          | 2      |
| Serbien            |        |       | 21     |                         |          |            |            | 2      |
| Slowakei           |        |       | 21     |                         |          |            |            | 2      |
| Slowenien          |        |       | 21     |                         |          |            |            | 2      |
| Uruguay            |        |       | 15     |                         |          | 6          |            | 2      |
| Elfenbeinküste     |        |       | 22     |                         |          |            |            | 1      |
| Kamerun            |        |       | 22     |                         |          |            |            | 1      |
| Nigeria            |        |       | 23     |                         |          |            |            | 0      |

|                                 | Afrika | Asien | Europa | Mittel- und Nordamerika | Ozeanien | Südamerika | vereinslos | Heimat |
| ------------------------------- | ------ | ----- | ------ | ----------------------- | -------- | ---------- | ---------- | ------ |
| Afrika (Legionäre)              | 2      | 1     | 111    |                         |          |            |            | 24     |
| Asien (Legionäre)               |        | 9     | 28     |                         |          |            | 1          | 54     |
| Europa (Legionäre)              |        |       | 146    |                         |          |            |            | 153    |
| Mittel-/Nordamerika (Legionäre) |        | 1     | 32     | 3                       |          |            |            | 33     |
| Ozeanien (Legionäre)            |        | 3     | 7      | 2                       |          |            | 2          | 9      |
| Südamerika (Legionäre)          |        | 1     | 72     | 5                       |          | 14         |            | 23     |
| Summe (Legionäre)               | 2      | 15    | 396    | 10                      | 0        | 14         | 3          | 296    |
| Summe (Insgesamt)               | 26     | 69    | 549    | 43                      | 9        | 37         | 3          |        |

## Trainer
- Otto Rehhagel überbot mit 71 Jahren als Trainer Griechenlands den acht Jahre zuvor von Cesare Maldini aufgestellten Rekord als ältester Trainer bei einer WM.
- Vicente del Bosque überbot mit 59 Jahren als Trainer Spaniens den Rekord von Helmut Schön, der 1974 58 Jahre und 295 Tage alt war, als ältester Trainer eines Weltmeisters.
- Zwölf Mannschaften wurden von ausländischen Trainern betreut.
- Die meisten Trainer kamen aus Argentinien und Deutschland (je drei), je zwei aus Brasilien, Frankreich, Italien, den Niederlanden, Schweden und Serbien.
- Die Trainer aus Kolumbien (Honduras) und Schweden (Elfenbeinküste und Nigeria) waren die einzigen, deren Heimatländer sich nicht für das Turnier qualifiziert hatten.
- Carlos Alberto Parreira, Trainer Südafrikas, erlebte seine sechste WM als Cheftrainer. Er betreute bisher fünf verschiedene Länder bei Weltmeisterschaften (zuerst Kuwait 1982); mit Brasilien wurde er 1994 Weltmeister.
- Der dienstälteste Teamchef der WM war Morten Olsen, der seit Juli 2000 die dänische Auswahl betreute.
- Zwei Cheftrainer (Diego Maradona für Argentinien, Carlos Dunga für Brasilien) waren bereits als Spieler Weltmeister geworden. Beide schieden allerdings mit ihren Mannschaften im Viertelfinale aus.
- Nur zwei Länder traten wieder mit demselben Cheftrainer wie schon 2006 in Deutschland an: Weltmeister Italien mit Marcello Lippi und Vizeweltmeister Frankreich mit Raymond Domenech. Beide Länder scheiterten bereits in der Vorrunde.
- Insgesamt nahmen elf Trainer teil, die bereits bei mindestens einer vorangegangenen WM als Cheftrainer fungiert hatten.
- Acht Trainer waren früher selbst als Spieler bei einer WM eingesetzt worden.
- Bei zwei Mannschaften gehörte ein Sohn des jeweiligen Trainers zum Aufgebot: Für die Slowakei spielte Vladimír Weiss unter der Ägide seines gleichnamigen Vaters, für die USA lief Michael Bradley auf, der von seinem Vater Bob Bradley betreut wurde. Michael Bradley ist auch der erste WM-Torschütze, der von seinem Vater trainiert wurde. Für die Niederlande kam Mark van Bommel zum Einsatz, der Schwiegersohn des Trainers der Niederlande, Bert van Marwijk.

## Strafstöße
- Der erste Elfmeter wurde im Spiel Serbien – Ghana gepfiffen. Asamoah Gyan verwandelte zum 1:0-Endstand für Ghana.
- Ghana ist die erste Mannschaft, die lediglich durch Strafstoßtore die K.-o.-Runde einer WM erreichte. Im Viertelfinale gegen Uruguay schied sie dann allerdings nach Elfmeterschießen aus, welches Gyan hätte verhindern können, wenn er einen Strafstoß kurz vor Ende der Verlängerung verwandelt hätte.
- Im Viertelfinalspiel Paraguay – Spanien gab es innerhalb von zwei Minuten je einen Strafstoß für beide Mannschaften, die aber nicht verwandelt werden konnten.
- Der von David Villa im Spiel gegen Honduras verschossene Elfmeter war der erste der für Spanien bei einer WM verschossen wurde.
- Iker Casillas ist durch seinen gegen Paraguay gehaltenen Elfmeter der erste Torhüter, der bei 2 WM-Turnieren einen Elfmeter halten konnte. Zuvor hatte er 2002 gegen Irland einen Elfmeter gehalten.

## Platzverweise
- Die erste Gelb-Rote Karte sah Nicolás Lodeiro aus Uruguay in der 81. Minute des Spiels gegen Frankreich.
- Tim Cahills (Australien) Platzverweis im Spiel gegen Deutschland war die erste Rote Karte des Turniers.
- John Heitinga erhielt als zweiter Spieler in einem WM-Finale und als Erster in der Verlängerung eines Finales die Gelb-Rote Karte. Die erste hatte Marcel Desailly 1998 in der regulären Spielzeit erhalten.

## Tore
- Die Nordkoreanische Fußballnationalmannschaft musste mit zwölf Toren in der Vorrunde die meisten Gegentreffer hinnehmen.
- Argentinien und Portugal erzielten in der Vorrunde die meisten Tore (je 7), Portugal dabei alle im selben Spiel (gegen Nordkorea).
- Die torreichsten Spiele des Turniers: Portugal–Nordkorea 7:0 (Vorrunde); Argentinien–Südkorea 4:1 (Vorrunde); Slowakei–Italien 3:2 (Vorrunde); Deutschland–England 4:1 (Achtelfinale); Uruguay–Niederlande 2:3 (Halbfinale); Uruguay-Deutschland 2:3 (Spiel um Platz 3); Argentinien-Deutschland 0:4 (Viertelfinale) und Australien-Deutschland 0:4 (Vorrunde).
- Sechs Vorrundenspiele – darunter zwei mit portugiesischer Beteiligung – endeten 0:0; außerdem das Achtelfinale Paraguay–Japan, das nach einem 0:0 nach Verlängerung von Paraguay im Elfmeterschießen gewonnen wurde.
- Das erste Tor der WM schoss Siphiwe Tshabalala in der 55. Minute des Eröffnungsspiels. Es war zudem auch das erste WM-Tor der Geschichte auf afrikanischem Boden.
- Das erste Eigentor schoss Daniel Agger in der 46. Minute im Spiel Niederlande gegen Dänemark.
- Portugal und Uruguay überstanden als einzige Mannschaften die Vorrunde ohne Gegentor. Beide mussten erst im Achtelfinale ein Gegentor hinnehmen, was für Portugal das Ausscheiden bedeutete.
- Algerien und Honduras schieden aus dem Turnier aus, ohne ein Tor erzielt zu haben.
- Der Schnitt von 2,2 Toren pro Spiel nach dem Achtelfinale lag knapp unter dem Negativ-Rekord von 2,21 Toren pro Spiel der WM 1990. Durch das Viertelfinale stieg der Schnitt auf 2,22 und durch die Halbfinalspiele auf 2,24 Tore pro Spiel. Durch die Finalspiele, insbesondere das Spiel um Platz 3 in dem 5 Tore fielen, wurde der Schnitt auf 2,27 angehoben. Er ist damit der zweitschlechteste in der WM-Geschichte.Torquoten bei den WM-Turnieren

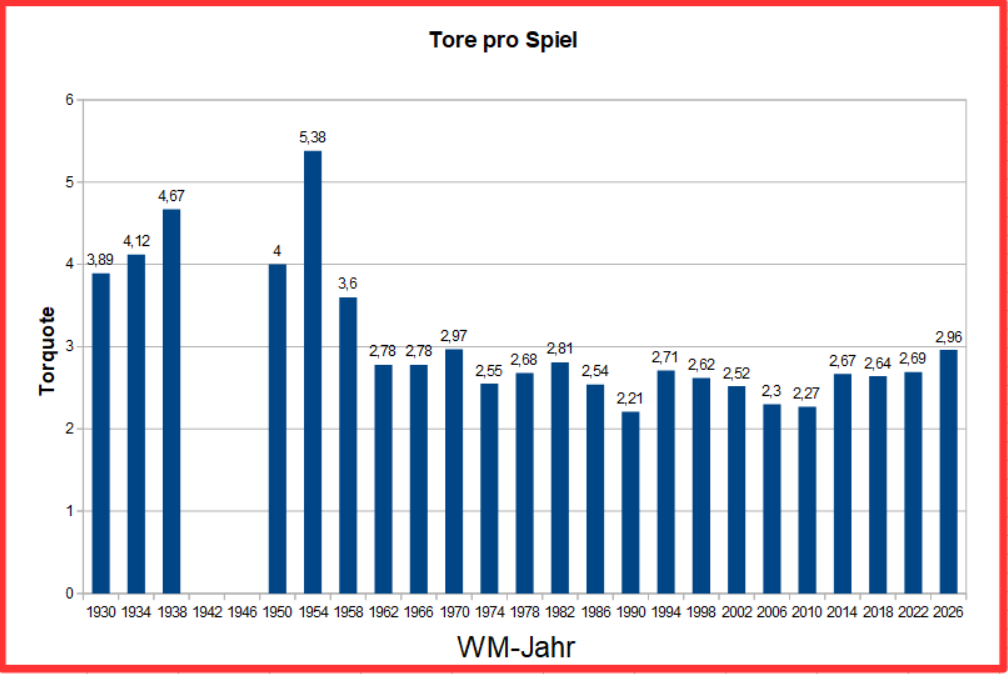
Torquoten bei den WM-Turnieren

- Das 1:1 durch Dimitrios Salpingidis im zweiten Gruppenspiel der Griechen gegen Nigeria in der 44. Minute war das erste griechische WM-Tor.
- Das schnellste Tor in einer Partie bei der Weltmeisterschaft 2010 erzielte Thomas Müller im Viertelfinale Argentinien gegen Deutschland nach 158 Sekunden.
- Das späteste Tor (ohne Verlängerungen) erzielte Álvaro Pereira (Uruguay), als er im zweiten Gruppenspiel gegen Südafrika in der fünften Minute der Nachspielzeit zum 3:0-Endstand traf. Das späteste spielentscheidende Tor gelang Winston Reid (Neuseeland), der im ersten Gruppenspiel gegen die Slowakei in der dritten Minute der Nachspielzeit zum 1:1 ausglich.
- Zum ersten Mal, seit das Achtelfinale nach der Gruppenphase stattfindet, gelang es mit Deutschland einer Mannschaft im Achtel- und Viertelfinale insgesamt 8 Tore zu erzielen. Der bisherige Rekord lag bei 7 Toren (Brasilien, 1998).
- Mit 16 Treffern war Deutschland die torgefährlichste Mannschaft des Turniers.
- Spanien reichten absolut und relativ die wenigsten Tore aller bisherigen Weltmeister: 8 Tore in 7 Spielen = 1,14/Spiel. Der bisherige Minusrekord waren 11 Tore (Italien/1938, England/1966 und Brasilien/1994) bzw. 1,57 Tore/Spiel (Brasilien/1994).
- Es wurden insgesamt (ohne Elfmeterschießen) nur 2 Tore weniger geschossen als bei der letzten WM.

## Remis-Spiele
- Das Unentschieden gegen die Slowakei brachte Neuseeland den ersten Punktgewinn bei einer WM.
- Italien steigerte den Remis-Rekord bei Weltmeisterschaften auf 21, zuvor hielten Italien und Deutschland gemeinsam den Rekord mit 19 Unentschieden.
- Das 1:1 gegen Australien war das erste Remis für Ghana bei einer WM.
- Das 2:2 gegen die USA war das erste slowenische Remis bei einer WM.
- Das 0:0 gegen Portugal war das erste Remis für die Elfenbeinküste bei einer WM.

## Siege
- Argentinien und die Niederlande konnten als einzige Mannschaften alle drei Vorrundenspiele gewinnen.
- Das 7:0 Portugals gegen Nordkorea ist der höchste portugiesische WM-Sieg.
- Das 2:1 gegen Nigeria war der erste griechische Sieg bei einer WM.
- Das 1:0 gegen Algerien war der erste slowenische Sieg bei einer WM.
- In Gruppe D gelang allen vier Mannschaften (Deutschland, Ghana, Australien und Serbien) mindestens ein Sieg, Deutschland gewann zwei Partien.

## Niederlagen
- Das 0:7 Nordkoreas gegen Portugal ist die höchste Niederlage Nordkoreas.
- Das 1:4 von England gegen Deutschland ist die höchste WM-Niederlage Englands.
- Das 0:4 von Argentinien gegen Deutschland ist die höchste Niederlage Argentiniens gegen Deutschland und die zweithöchste Argentiniens bei einer Weltmeisterschaft.
- In Gruppe D verloren alle vier Mannschaften mindestens ein Spiel, Serbien verlor zwei Partien.
- Mexiko steigerte seinen eigenen Niederlagen-Rekord auf 24 (zuvor 22) und schied zum fünften Mal in Folge im Achtelfinale aus.
- Brasilien und Argentinien schieden zweimal in Folge im Viertelfinale aus dem Turnier; Argentinien beide mal gegen den späteren WM-Dritten Deutschland (sowohl 2006 als auch 2010), Brasilien gegen den späteren WM-Zweiten (2006 Frankreich, 2010 Niederlande).

## Aus in der Vorrunde
- Mit Italien schied zum vierten Mal der amtierende Weltmeister in der Vorrunde aus, Italien traf es nach 1950 zum zweiten Mal.
- Neuseeland schied nach drei Remis ungeschlagen als Gruppendritter aus. Bei Anwendung der früher (bis einschließlich der WM 1990) geltenden Zwei-Punkte-Regel hätte Neuseeland das Achtelfinale erreicht. Da der Weltmeister Spanien sein Vorrundenspiel gegen die Schweiz verloren hatte, blieb Neuseeland so das einzige ungeschlagene Team des Turniers.
- Die ivorische Mannschaft schoss vier Tore in der Vorrunde und doch zog sie nicht ins Achtelfinale ein. Den Mannschaften aus England und Ghana reichten dagegen zwei, Mexiko und Chile nur drei Tore für den Einzug. Bereits 2006 hatte die Elfenbeinküste nur den dritten Gruppenplatz belegt, obwohl sie mehr Tore als andere Mannschaften schoss.
- Mit Südafrika schied erstmals der Gastgeber in der Vorrunde aus.
- Mit Frankreich und Italien schieden erstmals bei einer WM beide Finalisten der vorherigen WM bereits in der Vorrunde aus. 1934 nahm Titelverteidiger Uruguay nicht teil, und Finalist Argentinien schied bereits in der 1. Runde aus.
- Dänemark schied zum ersten Mal in der Vorrunde einer Fußball-Weltmeisterschaft aus, sie überstanden bei ihren letzten drei Endrundenteilnahmen 1986, 1998, 2002 immer die Vorrunde.

## K.-o.-Runde
- Eine negative Tordifferenz reichten Südkorea (5:6) und der Slowakei (4:5) für den Einzug ins Achtelfinale, während auch hier die Elfenbeinküste mit 4:3 besser abschnitt.
- Mit Argentinien, Brasilien, Paraguay und Uruguay erreichten erstmals vier südamerikanische Mannschaften das Viertelfinale bzw. zogen unter die besten acht Mannschaften. Der bisherige Rekord lag bei drei Mannschaften (1970 und 1978). Mit 5 Mannschaften im Achtelfinale stellten die südamerikanischen Mannschaften ebenfalls einen neuen Rekord für die CONMEBOL auf. Damit war der südamerikanische Verband der einzige, dessen Vertreter die Vorrunde komplett überstanden. Dies gelang den Südamerikanern zuvor nur 1978 mit 3 Mannschaften, 1986 mit 4 Mannschaften (dabei Uruguay als einer der besten Gruppendritten), 1990 mit 4 Mannschaften (dabei Argentinien, Kolumbien und Uruguay als drei der besten Gruppendritten), Mittel- und Nordamerika 1994 mit 2 Mannschaften (davon die USA als einer der besten Gruppendritten), den Asiaten 1966 mit den Nordkoreanern und Ozeanien 2006 mit Australien (mittlerweile Mitglied des asiatischen Verbandes).
- Mexiko schied zum fünften Mal hintereinander im Achtelfinale eines WM-Turniers aus.
- Mit Deutschland, den Niederlanden und Spanien erreichten erstmals nur drei europäische Mannschaften das Viertelfinale. Der bisherige Negativ-Rekord lag bei 4 Mannschaften (1970 und 2002). Allerdings konnten alle 3 europäischen Mannschaften das Halbfinale erreichen, während von den vier südamerikanischen Vertretern nur Uruguay das Halbfinale erreichte. Die Höchstzahl von acht wurde 1934 erreicht.
- Die erste Verlängerung spielten die Mannschaften aus Ghana und USA. Ghana konnte sich hierbei durch ein Tor von Asamoah Gyan in der 93. Minute durchsetzen.
- Das erste Elfmeterschießen bei dieser WM fand im Achtelfinalspiel Paraguay – Japan statt, dieses gewann Paraguay mit 5:3.
- Mit Ghana erreichte zum dritten Mal (nach Kamerun 1990 und Senegal 2002) eine afrikanische Mannschaft das Viertelfinale.
- Zum zweiten Mal nach 2002 trafen in allen Viertelfinalspielen jeweils Mannschaften aus verschiedenen Kontinenten aufeinander. 2002 trafen dabei 4 europäische Vertreter auf Vertreter von 4 verschiedenen Kontinentalverbänden (Afrika, Asien, Nord- und Südamerika), 2010 waren es 4 südamerikanische Mannschaften, die auf 3 europäische Teams und 1 afrikanisches Team trafen.
- Erstmals stand keine südamerikanische Mannschaft in einem außerhalb Europas stattfindenden Finale.
- Spanien ist der erste Weltmeister, dem dazu vier 1:0-Siege in der K.-o.-Runde genügten und der erste Weltmeister nach einer Niederlage im ersten Spiel.
- Spanien ist die erste europäische Mannschaft, die außerhalb Europas den Titel erringt.

## Schiedsrichter
- Jorge Larrionda stellte mit dem Spiel Deutschland – England den Rekord von Joël Quiniou ein, der zwischen 1986 und 1994 bei drei WM-Turnieren als erster insgesamt acht Spiele leitete. Larrionda brauchte dafür nur zwei WM-Turniere. Mit dem Spiel um den 3. Platz stellte auch Benito Archundia den Rekord ein, für den er ebenfalls nur zwei Turniere benötigte.
- Ravshan Ermatov stellte den Rekord von fünf Spielen bei einer WM ein, den Benito Archundia 2006 aufgestellt hatte.
- Howard Webb stellte einen neuen Rekord für Verwarnungen im Finale auf: Mit 13 gelben Karten (8 für Niederländer und 5 für Spanier) überbot er den Rekord aus dem Finale Argentinien – Deutschland bei der WM 1986 (4× gelb für Argentinien, 2× gelb für Deutschland). Zudem zeigte er John Heitinga die Gelb-Rote Karte.

## Allgemein
- Mexiko stellte durch seine 5. Teilnahme am Eröffnungsspiel nach 1930 (inoffiziell), 1950, 1958 und 1970 einen neuen Rekord auf.
- Während der gesamten Vorrunde gab es kein einziges Spiel zweier Länder, die geografisch direkt benachbart sind. Erst im Achtelfinale trafen mit Spanien und Portugal zwei Nachbarstaaten aufeinander.
- Die WM-erfahrensten Länder, die sich für 2010 nicht qualifizieren konnten, waren Belgien und Schweden (je 11 Teilnahmen). Schweden konnte sich auch für 2014 nicht qualifizieren, während Belgien 2014 zum 12. Mal teilnahm.
- Saudi-Arabien fehlte zum ersten Mal seit 1990.
- Nordkorea qualifizierte sich zum ersten Mal nach 44 Jahren WM-Abstinenz. Mehr Zeit zwischen zwei WM-Teilnahmen benötigten nur Ägypten (56 Jahre von 1934 bis 1990), Norwegen (56 Jahre von 1938 bis 1994) und die Türkei (48 Jahre von 1954 bis 2002).
- Das kleinste Teilnehmerland dieser WM (nach Fläche wie nach Einwohnerzahl) war Slowenien, das größte die USA. Beide Mannschaften trafen in der Vorrunde direkt aufeinander und trennten sich 2:2.
- Spanien gelang es als erstem europäischem Team, die WM außerhalb des eigenen Kontinents zu gewinnen.
- Mit sechs Spielen, bei denen beide Mannschaften Spanisch sprachen, wurde ein neuer WM-Rekord für Begegnungen aufgestellt, bei denen beide Mannschaften dieselbe Sprache sprechen. Die bisherige Höchstzahl von fünf Spielen wurde bei der ersten WM 1930 ebenfalls für Spanisch aufgestellt. Die Gesamtzahl der gleichsprachigen Begegnungen betrug zehn, womit der Rekord von 2006 (neun Begegnungen) übertroffen wurde. Zudem wurde mit acht Ländern, in denen Englisch Amtssprache oder eine der Amtssprachen ist, ein neuer Rekord für Teilnehmer mit einer gemeinsamen Amtssprache aufgestellt. Der bisherige Rekord von sieben spanischsprachigen Ländern wurde ebenfalls bei der ersten WM 1930 aufgestellt und 1998 von englischsprachigen und 2002 von spanischsprachigen Ländern eingestellt. 2014 wurde der Rekord durch die Teilnahme von neun spanischsprachigen Ländern erneut überboten.

## Zusätzliches
- Die WM 2010 war die erste WM auf dem afrikanischen Kontinent.
- Deutschland stellte mit Miroslav Klose (2006) und Thomas Müller (2010) als erstes Land zweimal in Folge den Torschützenkönig und konnte zum zweiten Mal die erstmals bei der WM-Endrunde 2006 verliehene Auszeichnung für den besten jungen Spieler gewinnen: Thomas Müller folgte auf Lukas Podolski, der die Auszeichnung 2006 erhielt.
- Die deutsche Fußballnationalmannschaft konnte außerdem als erste Mannschaft bei Weltmeisterschaften mit ihrem dritten Platz diese Platzierung erfolgreich wiederholen (auch bei der Heim-WM 2006 belegte Deutschland den dritten Platz). Darüber hinaus kam es mit dem Spiel Deutschland gegen Uruguay zum ersten Mal im Spiel um Platz 3 zur Wiederholung einer Paarung, die es bereits bei einer früheren WM (1970 in Mexiko) gegeben hatte. In beiden Fällen konnte Deutschland knapp gewinnen.

## Fortlaufende Rangliste
| Rang | Mannschaft                                                       | Teilnahmen | Spiele | Siege | Unentschieden | Niederlagen | Tore    | Tordifferenz | Punkte |
| ---- | ---------------------------------------------------------------- | ---------- | ------ | ----- | ------------- | ----------- | ------- | ------------ | ------ |
| 1    | Brasilien (=)                                                    | 19         | 97     | 67    | 15            | 15          | 210:88  | +122         | 216    |
| 2    | Deutschland (=)                                                  | 17         | 99     | 60    | 19            | 20          | 206:117 | +89          | 199    |
| 3    | Italien (=)                                                      | 17         | 80     | 44    | 21            | 15          | 126:74  | +52          | 153    |
| 4    | Argentinien (=)                                                  | 15         | 70     | 37    | 13            | 20          | 123:80  | +43          | 124    |
| 5    | England (=)                                                      | 13         | 59     | 26    | 19            | 14          | 77:52   | +25          | 97     |
| 6    | Spanien ↑1                                                       | 13         | 56     | 28    | 12            | 16          | 88:59   | +29          | 96     |
| 7    | Frankreich ↓1                                                    | 13         | 54     | 25    | 11            | 18          | 96:68   | +28          | 86     |
| 8    | Niederlande ↑1                                                   | 9          | 43     | 22    | 10            | 11          | 71:44   | +27          | 76     |
| 9    | Uruguay ↑3                                                       | 11         | 47     | 18    | 12            | 17          | 76:65   | +11          | 66     |
| 10   | Schweden ↓2                                                      | 11         | 46     | 16    | 13            | 17          | 74:69   | +5           | 61     |
| 11   | Jugoslawien/ BR Jugoslawien/ Serbien und Montenegro/ Serbien (=) | 11         | 43     | 17    | 8             | 18          | 64:59   | +5           | 59     |
| 12   | Sowjetunion/ Russland ↓2                                         | 9          | 37     | 17    | 6             | 14          | 64:44   | +20          | 57     |
| 13   | Polen ↓1                                                         | 7          | 31     | 15    | 5             | 11          | 44:40   | +4           | 50     |
| 14   | Mexiko ↑1                                                        | 14         | 49     | 12    | 13            | 24          | 52:89   | −37          | 49     |
| 15   | Ungarn ↓1                                                        | 9          | 32     | 15    | 3             | 14          | 87:57   | +30          | 48     |
| 16   | Tschechoslowakei/ Tschechien (=)                                 | 9          | 33     | 12    | 5             | 16          | 47:49   | −2           | 41     |
| 17   | Österreich (=)                                                   | 7          | 29     | 12    | 4             | 13          | 43:47   | −4           | 40     |
| 18   | Portugal ↑1                                                      | 5          | 23     | 12    | 3             | 8           | 39:22   | +17          | 39     |
| 19   | Belgien ↓1                                                       | 11         | 36     | 10    | 9             | 17          | 46:63   | −17          | 39     |
| 20   | Chile ↑2                                                         | 8          | 29     | 9     | 6             | 14          | 34:45   | −11          | 33     |
| 21   | Schweiz (=)                                                      | 9          | 29     | 9     | 6             | 14          | 38:52   | −14          | 33     |
| 22   | Paraguay ↑1                                                      | 8          | 27     | 7     | 10            | 10          | 30:38   | −1           | 31     |
| 23   | Rumänien ↓3                                                      | 7          | 21     | 8     | 5             | 8           | 30:32   | −2           | 29     |
| 24   | Dänemark (=)                                                     | 4          | 16     | 8     | 2             | 6           | 27:24   | +3           | 26     |
| 25   | Vereinigte Staaten (=)                                           | 9          | 29     | 7     | 5             | 17          | 32:56   | −24          | 26     |
| 26   | Südkorea ↑3                                                      | 8          | 28     | 5     | 8             | 15          | 28:61   | −31          | 23     |
| 27   | Kroatien ↓1                                                      | 3          | 13     | 6     | 2             | 5           | 15:11   | +4           | 20     |
| 28   | Schottland (=)                                                   | 8          | 23     | 4     | 7             | 12          | 25:41   | −16          | 19     |
| 29   | Kamerun ↓2                                                       | 6          | 20     | 4     | 7             | 9           | 17:34   | −17          | 19     |
| 30   | Bulgarien (=)                                                    | 7          | 26     | 3     | 8             | 15          | 22:53   | −31          | 17     |
| 31   | Türkei (=)                                                       | 2          | 10     | 5     | 1             | 4           | 20:17   | +3           | 16     |
| 32   | Japan ↑11                                                        | 4          | 14     | 4     | 3             | 7           | 12:16   | −4           | 15     |
| 33   | Peru ↓1                                                          | 4          | 13     | 4     | 3             | 8           | 19:31   | −12          | 15     |
| 34   | Irland ↓1                                                        | 3          | 13     | 2     | 8             | 3           | 10:10   | ±0           | 14     |
| 35   | Ghana ↑14                                                        | 2          | 9      | 4     | 2             | 3           | 9:10    | −1           | 14     |
| 36   | Nigeria ↓1                                                       | 4          | 14     | 4     | 2             | 8           | 17:21   | −4           | 14     |
| 37   | Nordirland ↓4                                                    | 3          | 13     | 3     | 5             | 5           | 13:23   | −10          | 14     |
| 38   | Kolumbien ↓2                                                     | 4          | 13     | 3     | 2             | 8           | 14:23   | −9           | 11     |
| 39   | Südafrika ↑11                                                    | 3          | 9      | 2     | 4             | 3           | 11:16   | −5           | 10     |
| 40   | Marokko ↓3                                                       | 4          | 13     | 2     | 4             | 7           | 12:18   | −6           | 10     |
| 41   | Costa Rica ↓3                                                    | 3          | 10     | 3     | 1             | 6           | 12:21   | −9           | 10     |
| 42   | Ecuador ↓3                                                       | 2          | 7      | 3     | 0             | 4           | 7:8     | −1           | 9      |
| 43   | Norwegen ↓3                                                      | 3          | 8      | 2     | 3             | 3           | 7:8     | −1           | 9      |
| 44   | Australien ↑7                                                    | 3          | 10     | 2     | 3             | 5           | 8:17    | −9           | 9      |
| 45   | Senegal ↓4                                                       | 1          | 5      | 2     | 2             | 1           | 7:6     | +1           | 8      |
| 46   | DDR ↓4                                                           | 1          | 6      | 2     | 2             | 2           | 5:5     | ±0           | 8      |
| 47   | Algerien ↓1                                                      | 3          | 9      | 2     | 2             | 5           | 6:12    | −6           | 8      |
| 48   | Saudi-Arabien ↓4                                                 | 4          | 13     | 2     | 2             | 9           | 9:32    | −23          | 8      |
| 49   | Elfenbeinküste ↑6                                                | 2          | 6      | 2     | 1             | 3           | 9:9     | ±0           | 7      |
| 50   | Ukraine ↓5                                                       | 1          | 5      | 2     | 1             | 2           | 5:7     | −2           | 7      |
| 51   | Tunesien ↓4                                                      | 4          | 12     | 1     | 4             | 7           | 8:17    | −9           | 7      |
| 52   | Wales ↓4                                                         | 1          | 5      | 1     | 3             | 1           | 4:4     | ±0           | 6      |
| 53   | Iran ↓1                                                          | 3          | 9      | 1     | 2             | 6           | 6:18    | −12          | 5      |
| 54   | Slowakei (N)                                                     | 1          | 4      | 1     | 1             | 2           | 5:7     | −2           | 4      |
| 55   | Slowenien ↑10                                                    | 2          | 6      | 1     | 1             | 4           | 5:10    | −5           | 4      |
| 56   | Kuba ↓2                                                          | 1          | 3      | 1     | 1             | 1           | 5:12    | −7           | 4      |
| 57   | Nordkorea ↓4                                                     | 2          | 7      | 1     | 1             | 5           | 6:21    | −15          | 4      |
| 58   | Honduras ↓1                                                      | 2          | 6      | 0     | 3             | 3           | 2:6     | −4           | 3      |
| 59   | Jamaika↓3                                                        | 1          | 3      | 1     | 0             | 2           | 3:9     | −6           | 3      |
| 60   | Neuseeland ↑11                                                   | 2          | 6      | 0     | 3             | 3           | 4:14    | −10          | 3      |
| 61   | Griechenland ↑11                                                 | 2          | 6      | 1     | 0             | 5           | 2:15    | −13          | 3      |
| 62   | Angola ↓4                                                        | 1          | 3      | 0     | 2             | 1           | 1:2     | −1           | 2      |
| 63   | Israel ↓4                                                        | 1          | 3      | 0     | 2             | 1           | 1:3     | −2           | 2      |
| 64   | Ägypten ↓4                                                       | 2          | 4      | 0     | 2             | 2           | 3:6     | −3           | 2      |
| 65   | Kuwait ↓4                                                        | 1          | 3      | 0     | 1             | 2           | 2:6     | −4           | 1      |
| 66   | Trinidad und Tobago ↓4                                           | 1          | 3      | 0     | 1             | 2           | 0:4     | −4           | 1      |
| 67   | Bolivien ↓5                                                      | 3          | 5      | 0     | 1             | 4           | 1:20    | −19          | 1      |
| 68   | Irak ↓5                                                          | 1          | 3      | 0     | 0             | 3           | 1:4     | −3           | 0      |
| 69   | Togo ↓3                                                          | 1          | 3      | 0     | 0             | 3           | 1:6     | −5           | 0      |
| 70   | Kanada ↓6                                                        | 1          | 3      | 0     | 0             | 3           | 0:5     | −5           | 0      |
| 71   | Niederländisch-Indien ↓6                                         | 1          | 1      | 0     | 0             | 1           | 0:6     | −6           | 0      |
| 72   | Vereinigte Arabische Emirate ↓6                                  | 1          | 3      | 0     | 0             | 3           | 2:11    | −9           | 0      |
| 73   | Volksrepublik China ↓6                                           | 1          | 3      | 0     | 0             | 3           | 0:9     | −9           | 0      |
| 74   | Haiti ↓6                                                         | 1          | 3      | 0     | 0             | 3           | 2:14    | −12          | 0      |
| 75   | Zaire ↓6                                                         | 1          | 3      | 0     | 0             | 3           | 0:14    | −14          | 0      |
| 76   | El Salvador ↓6                                                   | 2          | 3      | 0     | 0             | 6           | 1:22    | −21          | 0      |

- Anmerkung: Kursiv gesetzte Mannschaften waren 2010 nicht dabei, die fett gesetzte Mannschaft gewann das Turnier
- Quelle: Kicker Sonderheft zur WM 2014 (ISSN 0948-7948)